# P.D.A. (We Just Don't Care)
P.D.A. (We Just Don't Care) is een nummer van de Amerikaanse zanger John Legend uit 2007. Het is de derde single van zijn tweede studioalbum Once Again. P.D.A. staat voor Public display of affection.
Het nummer werd alleen in Nederland een hit, met een 18e plek in de Nederlandse Top 40.